# HD 25945
HD 25945，又名CD-27 1540，SAO 169110、HR 1275，是一颗恒星，视星等为5.59，位于銀經225.31，銀緯-47.18，其B1900.0坐标为赤經4h 1m 30.1s，赤緯-27° -47.18′ 31″。